# Mitternacht im Garten von Gut und Böse
Mitternacht im Garten von Gut und Böse (Originaltitel: Midnight in the Garden of Good and Evil) ist ein US-amerikanisches Filmdrama von Clint Eastwood aus dem Jahr 1997, das nach dem gleichnamigen Bestseller von John Berendt entstand. Der Roman bezieht sich auf Tatsachen, die sich in den 1980er Jahren ereigneten.

## Handlung
Jim Williams, ein Millionär aus kleinen Verhältnissen, Kunstsammler, Antiquitätenhändler und Lebemann, lebt in Savannah und organisiert in seinem Haus ausgefallene Partys. Der New Yorker Journalist John Kelso, der für das Magazin Town & Country über die Weihnachtsparty von Williams berichten soll, ist von ihm fasziniert. Auf der Party wird Kelso Zeuge einer Szene zwischen Williams und dessen Liebhaber Billy Carl Hanson, in der Hanson Williams auffordert, ihm Geld zu geben. Als er es nicht erhält, bedroht er ihn. Daraufhin droht auch Williams seinem Liebhaber, woraufhin dieser das Haus verlässt. Noch in der gleichen Nacht erschießt Williams Hanson in seinem Büro in Notwehr, nachdem Hanson Williams mit zwei Schüssen verfehlt hat.
Kelso gibt den Plan auf, einen Artikel über die Weihnachtsparty zu verfassen, und recherchiert, um ein Buch über den Fall zu schreiben. Bei den Ermittlungsbehörden kommen Zweifel an einer Notwehrhandlung durch Williams auf, so dass dieser des Mordes verdächtigt wird. Für Williams hingegen sind die Ermittlungen der Tatsache geschuldet, dass er homosexuell ist und dies im Ort nicht gern gesehen würde. Sein Anwalt hofft, dass Kelso für Publicity sorgen und den Ausgang eines anstehenden Prozesses durch entsprechende Recherchen und Berichte beeinflussen könnte. Kelso geht auf einen Handel ein, Informationen von Williams zu bekommen und im Gegenzug seine Rechercheergebnisse mit Williams Anwalt zu teilen.
Williams nimmt Kelso zu einer mitternächtlichen Voodoo-Session auf einem Friedhof mit, bei der die Voodoo-Priesterin Minerva die halbe Stunde vor Mitternacht („Gute Zeit“) und nach Mitternacht („Böse Zeit“) nutzen will, um den toten Hanson dazu zu bewegen, Williams in Ruhe zu lassen. Laut Williams ist die Priesterin die wichtigste Person in seinem Verteidigungsteam, da er an die spirituelle Kraft glaubt.
Kurze Zeit später wird gegen ihn Anklage erhoben und er wird verhaftet. Während des Prozesses vor einem Geschworenengericht werden von der Staatsanwaltschaft die Zweifel an einer Notwehrsituation auch dadurch belegt, dass an Hansons Hand keine Schmauchspuren gefunden wurden. Später findet Kelso heraus, dass die Hände der Leiche erst im Krankenhaus mit Kunststofftüten geschützt worden sind und somit bis dahin beliebig hätten manipuliert werden können.
Als er Williams diesen für die Entlastung wichtigen Umstand erzählen will, teilt dieser ihm vorher mit, dass Hanson beim Schießen auf ihn die Waffe nicht entsichert hatte. Bevor er nach dem Entsichern erneut schießen konnte, habe er Hanson erschossen. Anschließend habe er die Schüsse aus Hansons Waffe abgegeben und sie ihm wieder in die Hand gedrückt. Dies wolle er im Prozess auch aussagen, auch wenn er damit der Lüge überführt würde („Lieber gehe ich als Lügner ins Gefängnis als als Mörder“).
Da der Anwalt von Williams kurze Zeit später hinzukommt und ihm die Nachricht über die Plastiktüten überbringt, wird der Vorsatz von Williams hinfällig. Für Kelso führt dies zu einem inneren Konflikt, da nun nicht die Wahrheit ans Licht kommt, sondern die Lügen von Williams ungesühnt bleiben. Er wird deutlich reservierter gegenüber Williams, auch als dieser ihm nach seinem Freispruch dankt und ein Bild schenkt.
Im Büro erleidet Williams kurz danach einen Herzinfarkt. Im Sterben sieht er den toten Hanson neben sich liegend. Dieser schlägt die Augen auf, hebt den Kopf und lächelt ihm zu.

## Kritiken
James Berardinelli schrieb auf ReelViews, der Film wirke wie eine „Schlafwandlung“ und mache es dem Zuschauer schwer, sich zu konzentrieren. Er sei für ein kleines, exklusives Publikum bestimmt – nicht weil er schlecht sei, sondern weil er Geduld abverlange („it demands a certain temperament to enjoy a long, unhurried experience like this“). Der Film thematisiere den Konflikt zwischen „Gut“ und „Böse“ in jedem Menschen, wobei die Figur von John Kelso als Beispiel diene. Dieser Konflikt sei subtiler gezeigt als in dem Film Im Auftrag des Teufels. Der Film würde jedoch in dieser Hinsicht besser wirken, wären die „guten“ Seiten der Persönlichkeit von Kelso nicht in „unzusammenhängenden“ Szenen gezeigt.
Das Lexikon des internationalen Films schrieb: „Ein nach dem gleichnamigen Bestseller von John Berendt entstandener Film, der zunächst mit viel Gespür für die Exzentrizitäten der Figuren und Atmosphären gestaltet ist, in der zweiten Hälfte aber in die Konventionalität eines nicht einmal richtig spannenden Gerichtsfalls abrutscht.“

## Auszeichnungen
Kevin Spacey gewann 1997 den Society of Texas Film Critics Award. Der Film wurde 1998 für den GLAAD Media Award und für den Political Film Society Award für Menschenrechte nominiert.
Die Deutsche Film- und Medienbewertung FBW in Wiesbaden verlieh dem Film das Prädikat „besonders wertvoll“.

## Hintergrund
Der Film wurde in Savannah (Georgia) gedreht. Seine Produktionskosten betrugen schätzungsweise 30 Millionen US-Dollar. Der Film spielte in den Kinos der USA ca. 25,1 Millionen US-Dollar ein.